# Itziar Sánchez-Guardamino
Itziar Sánchez-Guardamino Cantón (11 dicembre 1998) è una nuotatrice artistica spagnola.

## Palmarès
- Giochi europei

Baku 2015: argento nel libero combinato e nella gara a squadre.